# Meliolina sydowiana
Meliolina sydowiana är en svampart som beskrevs av F. Stevens 1925. Meliolina sydowiana ingår i släktet Meliolina och familjen Meliolinaceae.   Inga underarter finns listade i Catalogue of Life.